# Cheick Sidibé
Pour les articles homonymes, voir Sidibé.
 (août 2015).
Si vous disposez d'ouvrages ou d'articles de référence ou si vous connaissez des sites web de qualité traitant du thème abordé ici, merci de compléter l'article en donnant les références utiles à sa vérifiabilité et en les liant à la section « Notes et références ».
Cheick Sidibé est un boxeur français, né le 12 septembre 1981 à Saint-Maurice. Il est spécialisé dans le muay thaï (boxe thaïlandaise), kick-boxing et K1. Il est quatre fois champion du monde WMF, WMC, WBC et FIBA dans les catégories allant de 79 à 86 kg.

## Carrière
Cheick Sidibé débute les sports de combats par le kick-boxing dans le club de Joinville-le-Pont dans le Val-de-Marne. Pendant trois ans, il s'entraîne avec « Fanfan », son coach, sans jamais participer à des compétitions.
En 1999, il décide de changer de discipline et s'oriente vers le muay thaï (boxe thaïlandaise). Il rejoint le club de Bonneuil-sur-Marne (Muay Thaï Bonneuil). Il est alors entraîné par les frères Mahmoudi et côtoie des combattants expérimentés tels que Felipe Da Silva, David Dancrade, Amadou Ba ou Mickaël Lallemand. Pour la première fois de sa jeune carrière, il prend part à des compétitions en classe D.
Rapidement, Cheick Sidibé s'empare des titres amateurs régionaux et nationaux en muay thaï. Sa progression est fulgurante. En 2005, il dispute son premier combat élite Classe A en France. L'année suivante, il remporte le titre de champion de France classe A.
En 2006, il participe aux Championnats du monde amateur en Thaïlande avec l'équipe de France de muay thaï. Dans un pays où ce sport est roi, il s'incline en quart de finale face au Russe Artem Levin.
Un an plus tard, toujours avec l'équipe de France, il dispute les Championnats d'Europe amateur de muay thaï en Allemagne. Cette fois, Cheick Sidibé se hisse en finale et décroche une médaille d'argent dans une compétition très relevée.
Satisfait par cette médaille, il décide de mettre sa carrière de boxeur entre parenthèses pendant quelques années. Entre 2007 et 2010, il se focalise sur sa carrière professionnelle en occupant un poste d'ingénieur d'affaires au sein d'une société de conseil en informatique.
Finalement, en 2010, Cheick Sidibé remonte sur les rings. Il remporte une nouveau titre de champion de France en 2011, et obtient l'opportunité de combattre sur la scène internationale. Ses performances lui permettent de combattre à l'étranger, et notamment dans les pays de l'Est où les boxeurs de sa catégorie sont très appréciés. Entre 2011 et 2013, il boxe régulièrement en Russie, en Slovaquie, en Grande-Bretagne, en Belgique, en République Tchèque et en Turquie.
En février 2012, il retrouve le Russe Artem Levin, qui l'avait battu en quarts de finale des Championnats du monde amateur en 2006. Les deux hommes se disputent le titre mondial WBC de muay thaï à Tcheliabinsk en Russie. A domicile, Artem Levin inflige une nouvelle défaite à Cheick Sidibé. Le boxeur français est contraint d'abandonner sur blessure dans le 4e round.
Après ce combat, il participe à de grandes compétitions internationales comme la Tatnef Cup en Russie ou au « It's showtime ». Lors de cette dernière (édition 56) en Belgique, il rencontre le combattant néerlandais Jason Wilnis, qu'il domine à l'unanimité des juges (en règles K1).
En mars 2013, Cheick Sidibé remporte son premier titre mondial à Bangkok en Thaïlande. Face au Brésilien Marcelo Tenorio, il s'impose par KO technique dans le deuxième round à la suite d'un coup de coude porté à son adversaire. Il décroche la
ceinture mondiale WMF (-81 kg) de muay thaï à la surprise générale, puisqu'au départ, il ne devait pas participer à ce championnat du monde. En effet, il était atteint d'une infection pulmonaire.
En septembre de la même année, il se rend au Yémen pour tenter de conquérir un nouveau titre. Cette fois, il s'agit d'un championnat du monde FIBA (Fédération Internationale de Boxe Arabe), en règles K1. Pour ce combat, il rencontre un combattant marocain, Moustapha Jamaa. Il s'impose par KO technique dans le deuxième round.
Exilé à l'étranger, Cheick Sidibé revient en France en février 2014. Il se voit offrir la possibilité de décrocher un nouveau titre mondial, mais cette fois-ci, à domicile. A Tours (Indre-et-Loire), il rencontre le Portugais Diogo Calado pour la ceinture mondiale WBC de muay thaï (-80 kg). Une nouvelle fois, il s'impose sur un KO technique de son adversaire au 2e round. Grâce à un enchaînement de coups de coude, il ouvre l'arcade sourcilière du Portugais. Devant son visage ensanglanté, le médecin de la soirée est obligé d'interrompre le combat et d'offrir la victoire au Français.
En mars 2015, toujours à Tours (Indre-et-Loire), il défie le boxeur italien Fabien Skenderaj pour le titre mondial WMC de muay thaï. La victoire n'échappera pas au Francilien qui l'emporte sur KO technique en deuxième round, à la suite d'une blessure au tibia de l'Italien.

## Style de boxe
Cheick Sidibé possède un style de boxe agressif et s'appuie sur une excellente condition physique. Il avance beaucoup sur le ring et aime étouffer ses adversaires en répétant des enchaînements poings-pieds et poings-genoux.

## Titres
Muay Thaï
- 2004 Champion de France classe C
- 2005 Vice-champion de France classe B
- 2006 Champion de France classe A
- 2007 Vice-champion d'Europe amateur IFMA
- 2011 Champion de France classe A
- 2012 Vice-champion du monde WBC
- 2013 Champion du monde WBC
- 2013 Champion du monde FIBA
- 2014 Champion du monde WBC
- 2015 Champion du monde WMC MAD